# Národní park Durmitor
Národní park Durmitor (srbsky Национални парк Дурмитор) je černohorský národní park, který se nachází na severu státu. Zasahuje na území opštin Žabljak, Šavnik, Plužine, Pljevlja a Mojkovac. Byl vyhlášen v roce 1952. Od roku 1980 je součástí světového přírodního dědictví UNESCO. Zahrnuje centrální část vápencového pohoří Durmitor, protékají jím mimo jiné řeky Tara (zdrojnice Driny), Draga, Piva, Susica. Povodí řeky Tary je zároveň biosférickou rezervací od roku 1976.
Vegetační pokryv je tvořen četnými rostlinnými společenstvy lesních ekosystémů, horských luk a pastvin, rašelinišť, sladkovodních ekosystémů atd. Ze zdejší fauny lze jmenovat např. druhy: medvěd hnědý, vlk obecný, vydra říční, prase divoké, kočka divoká, kamzík horský, orel skalní, orlík krátkoprstý, sokol stěhovavý, hlavatka obecná, pstruh obecný potoční, siven americký.

## Galerie

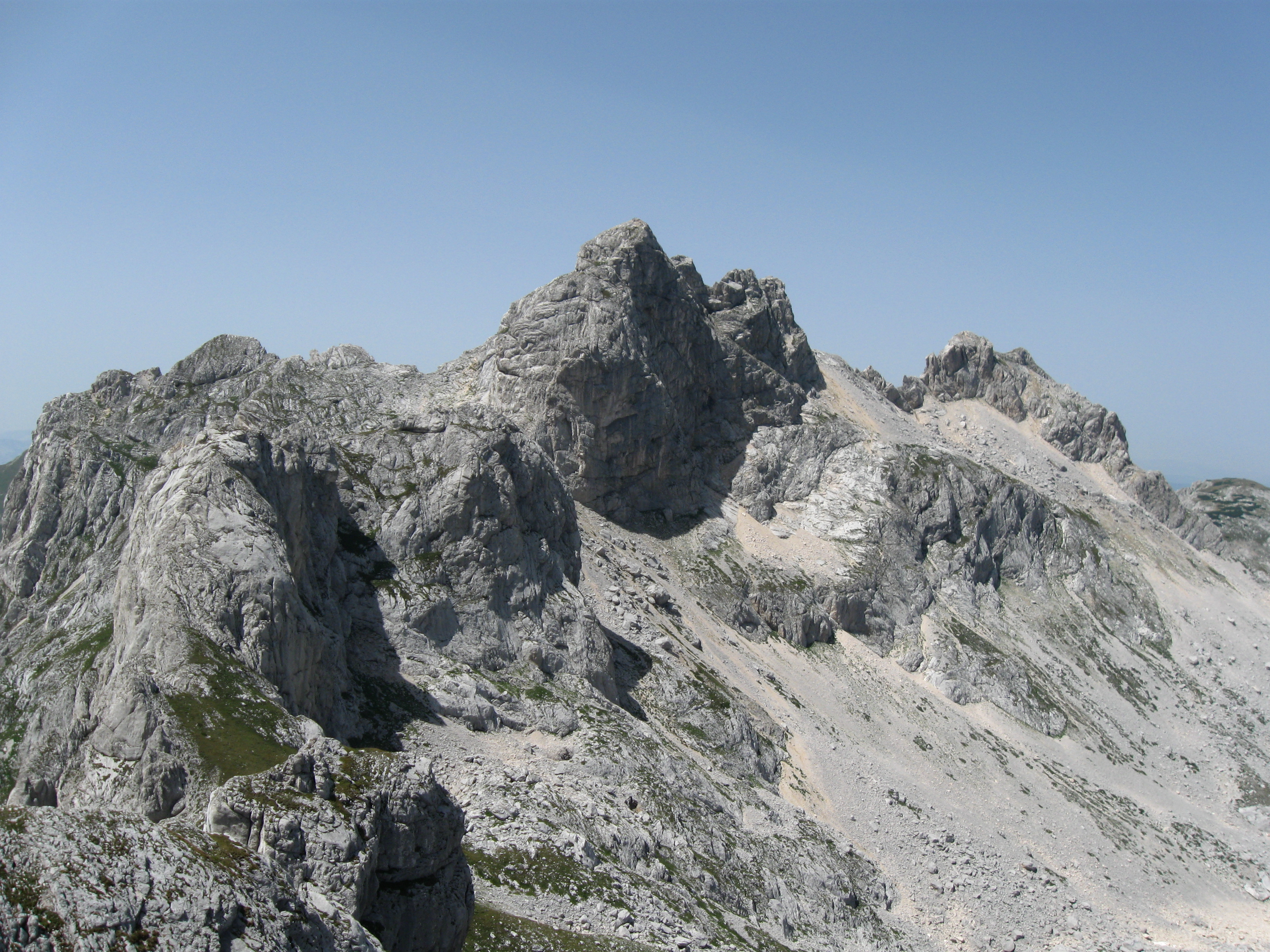
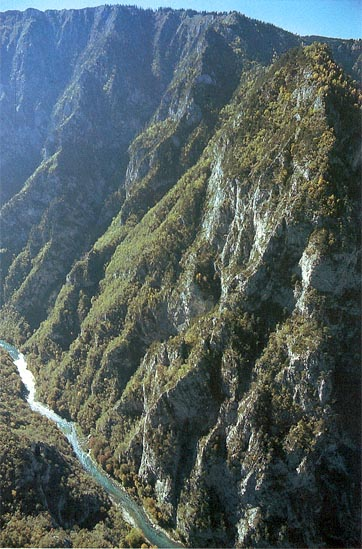
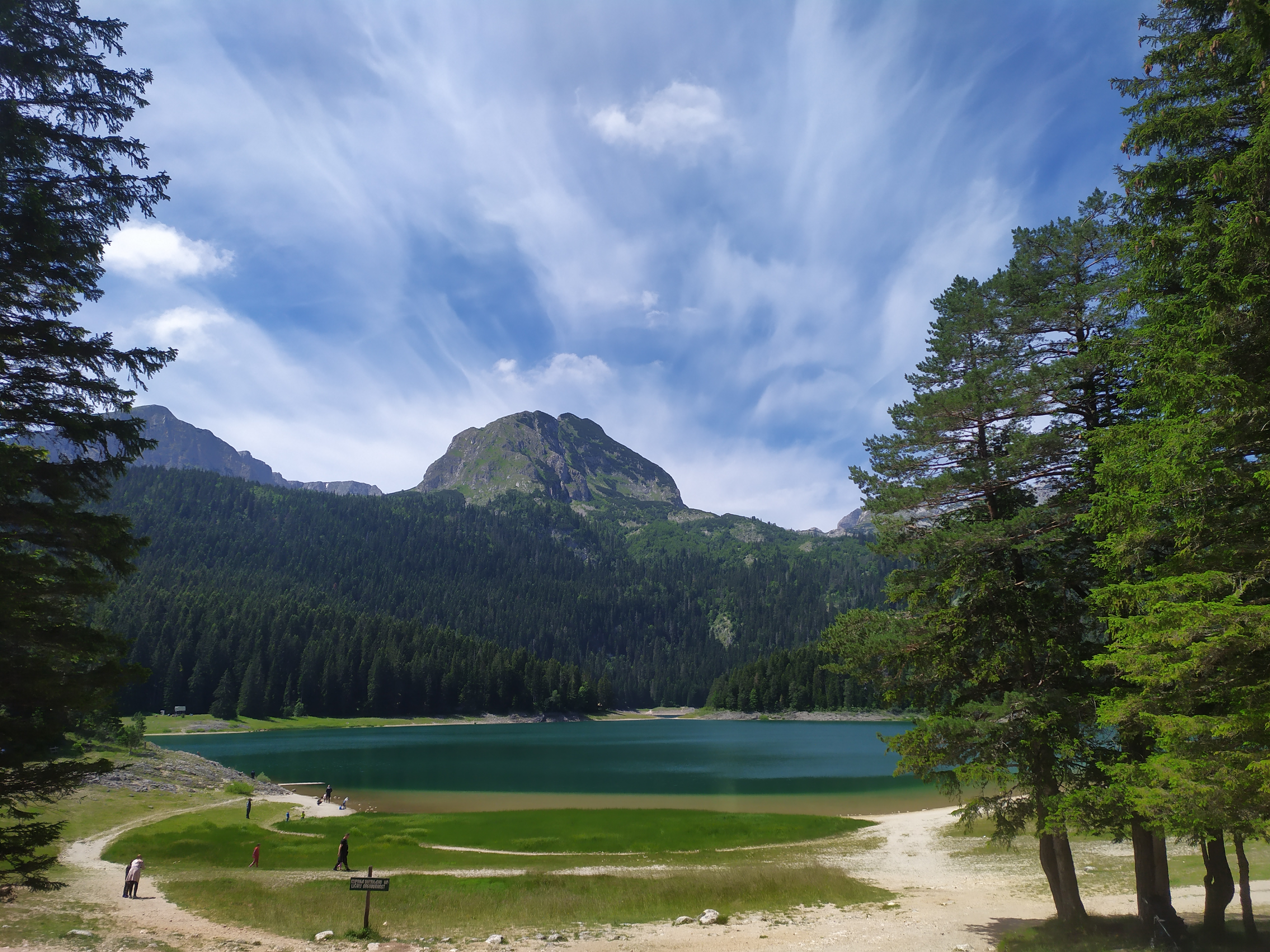
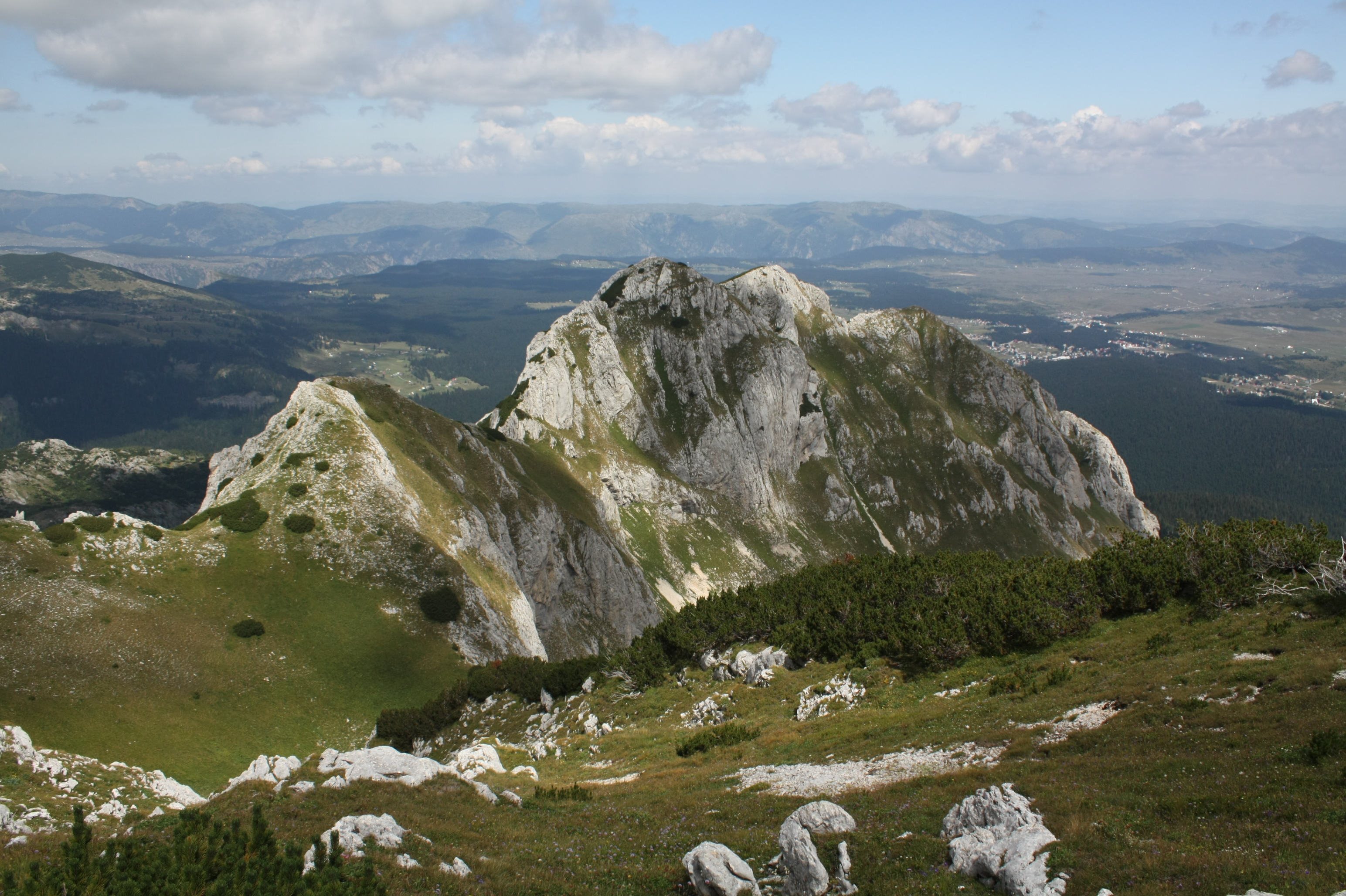
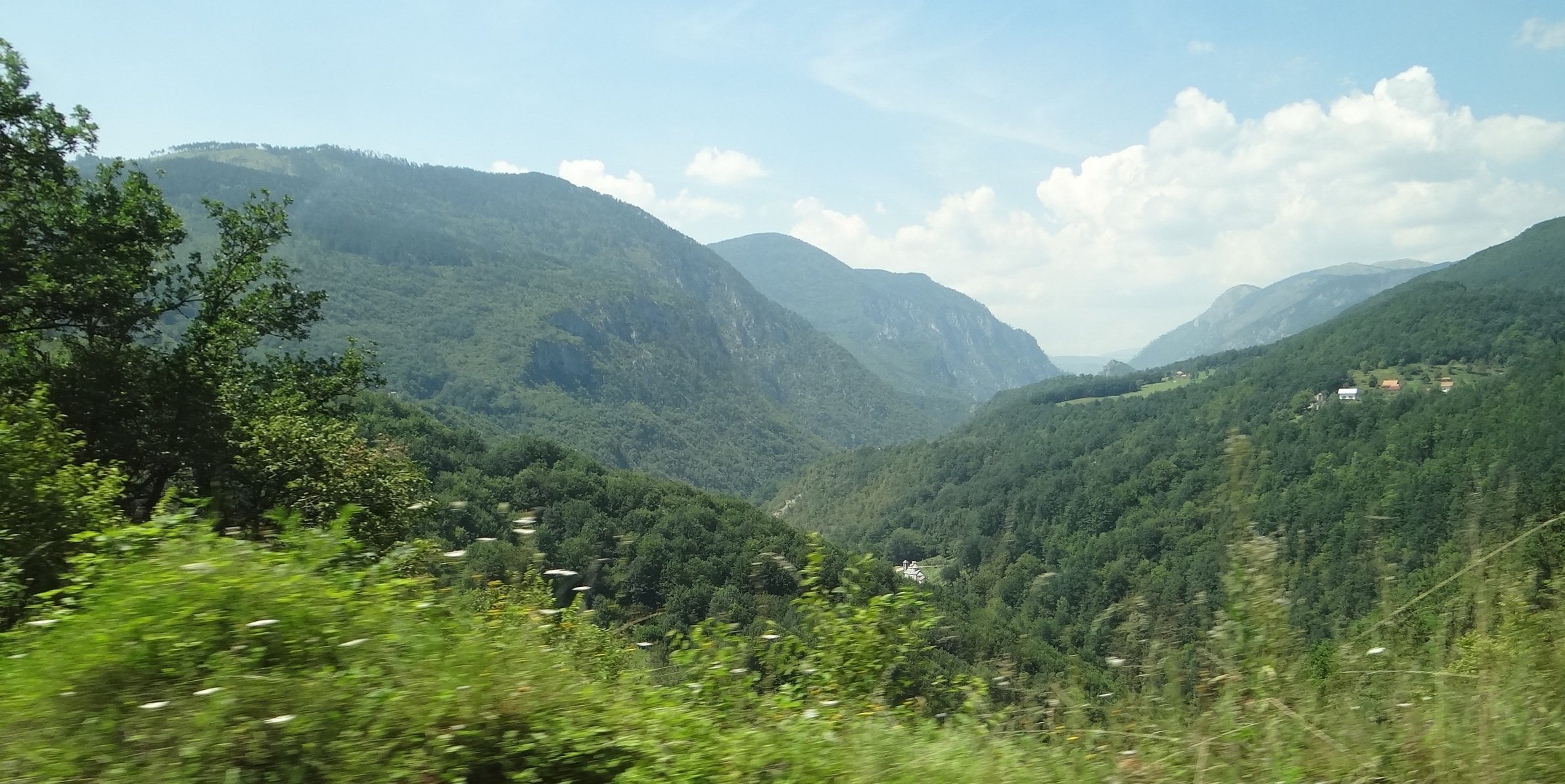